# Iekaterínovka (Primórie)
|  | Per a altres significats, vegeu «Iekaterínovka». |

Iekaterínovka (en rus: Екатериновка) és un poble del krai de Primórie, a l'Extrem Orient de Rússia, que en el cens del 2010 tenia 3.582 habitants.